# Karl Damian von Schroff

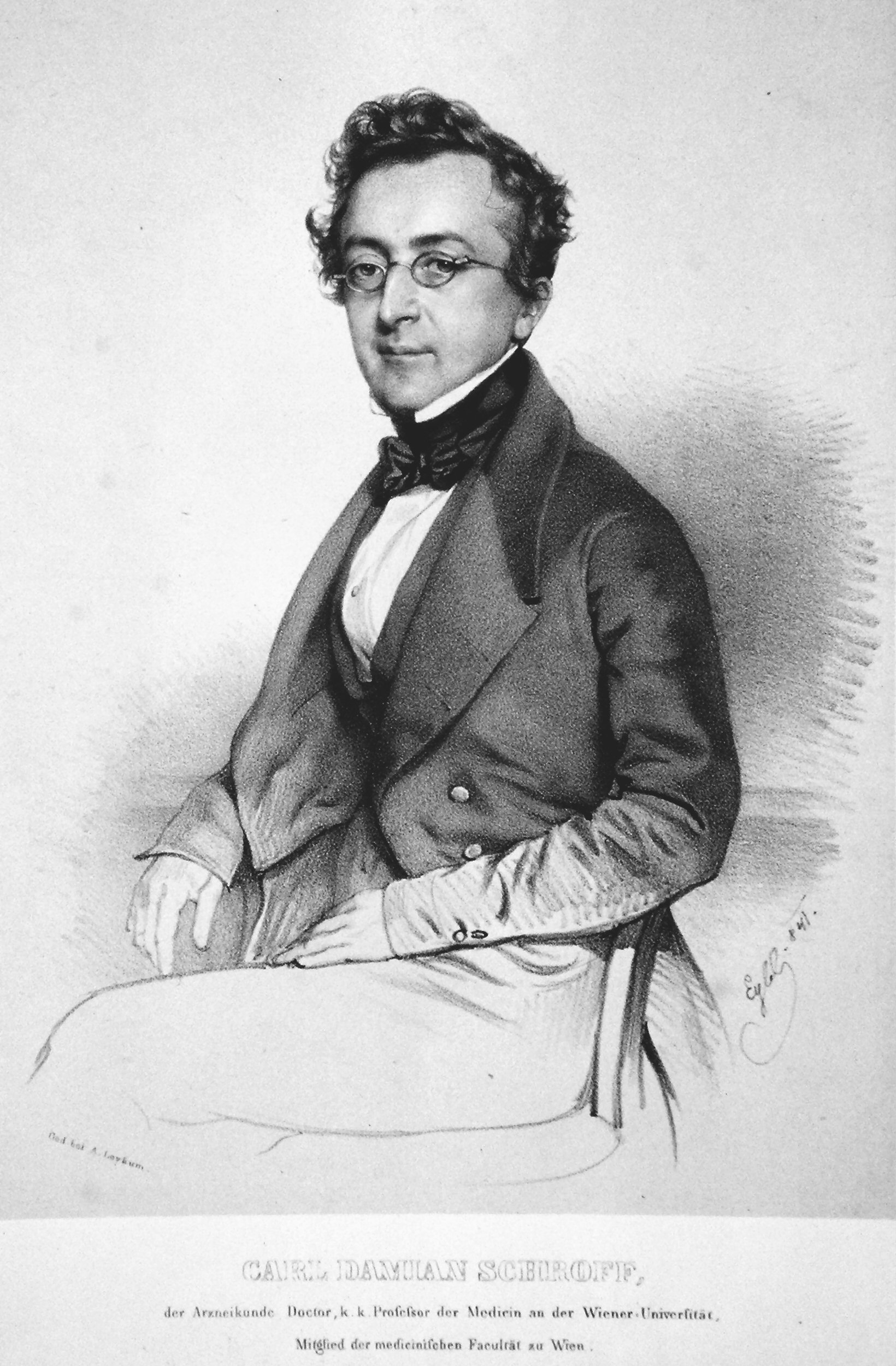
Karl Damian von Schroff, Lithographie von Franz Eybl, 1841

Karl Damian von Schroff (* 12. September 1802 in Kratzau in Böhmen; † 17. Juni 1887 in Graz in der Steiermark) war ein österreichischer Mediziner und Pharmakologe. Als dieser zählt er zu den bedeutendsten der Zweiten Wiener Medizinische Schule.

## Leben und Wirken
Karl Damian von Schroff, Bruder des Mediziners Emanuel Stephan Schroff (1799–1853), besuchte in Prag das Kleinseitner Gymnasium, studierte ebenfalls in Prag Medizin und promovierte 1828 zum Dr. med. Zuerst Sekundararzt, wurde er bereits 1829 Primar an der neu gegründeten Prager Irrenanstalt und Assistent an der Medizinischen Universitätsklinik. Schon 1830 lehrte er Theoretische Medizin für Wundärzte in Olmütz. Im Jahr 1835 kam er an die Universität Wien, wo er ebenfalls dieses Fach unterrichtete. Im Jahr 1850 erhielt er die neu geschaffene Lehrkanzel für Allgemeine Pathologie und Pharmakologie für Ärzte. An der Wiener Universität richtete er das pharmakologische Institut ein. Er widmete sich sowohl der Lehre als auch der Forschung. Im Studienjahr 1851/52 war er Dekan und 1856/57 Rektor. Ab dem Jahr 1878 lebte Schroff in Graz. Ab dem Jahr 1850 gehörte er auch der Ständigen Medizinalkommission im Ministerium des Inneren und ab 1865 dem Obersten Sanitätsrat an.
Seine Verdienste begannen bereits im Prager Irrenhaus, wo er die Patienten nicht wie bisher nur zu Garten- und Handarbeiten anleitete, sondern sie auch an Musik und Theater heranführte. Er war auch oft psychiatrischer Gutachter. Im Wiener Taubstummeninstitut war er als ehrenamtlicher Hausarzt tätig. Neben seiner Privatpraxis in Olmütz hatte er auch die Leitung eines von ihm eingerichteten Spitals, vor allem im Jahr 1831, zur Zeit einer Choleraepidemie.
Im Laufe der Jahre gab er an die 140 Publikationen heraus, darunter auch einige Lehrbücher.
Als Ehrenmitglied gehörte er auch zahlreichen Institutionen an, wie seit 1853 der Gesellschaft der Ärzte in Wien, 1860 der Leopoldina in Halle oder der Moskauer Universität. Im Jahr 1867 wurde er in den Ritterstand erhoben.
Der Mediziner und Pharmakologe Karl von Schroff war sein Sohn.

## Schriften
- Taschenbuch der Arzneimittellehre und Receptirkunde nach dem neuesten Standpunkte dieser Wissenschaften entworfen. Wien : Gerold, 1837. Digitalisierte Ausgabe der Universitäts- und Landesbibliothek Düsseldorf
- Lehrbuch der Pharmacognosie. Braumüller, Wien 1853 (Digitalisat)
- Das pharmacologische Institut der Wiener Universitaet: Aus Anlass den 500 jährigen Jubelfeier dieser Universitaet beschrieben von Karl D. Schroff. Braumüller, Wien 1865 (Digitalisat) Nachtrag 1872 (Digitalisat)
- Lehrbuch der Pharmacologie mit besonderer Berücksichtigung der österreichischen Pharmacopoe vom Jahre 1869. Braumüller, Wien 1868 (Digitalisat)